# Konia eisentrauti
Konia eisentrauti é uma espécie de peixe da família Cichlidae.
É endémica de Camarões.